# 烏斯帕科查湖

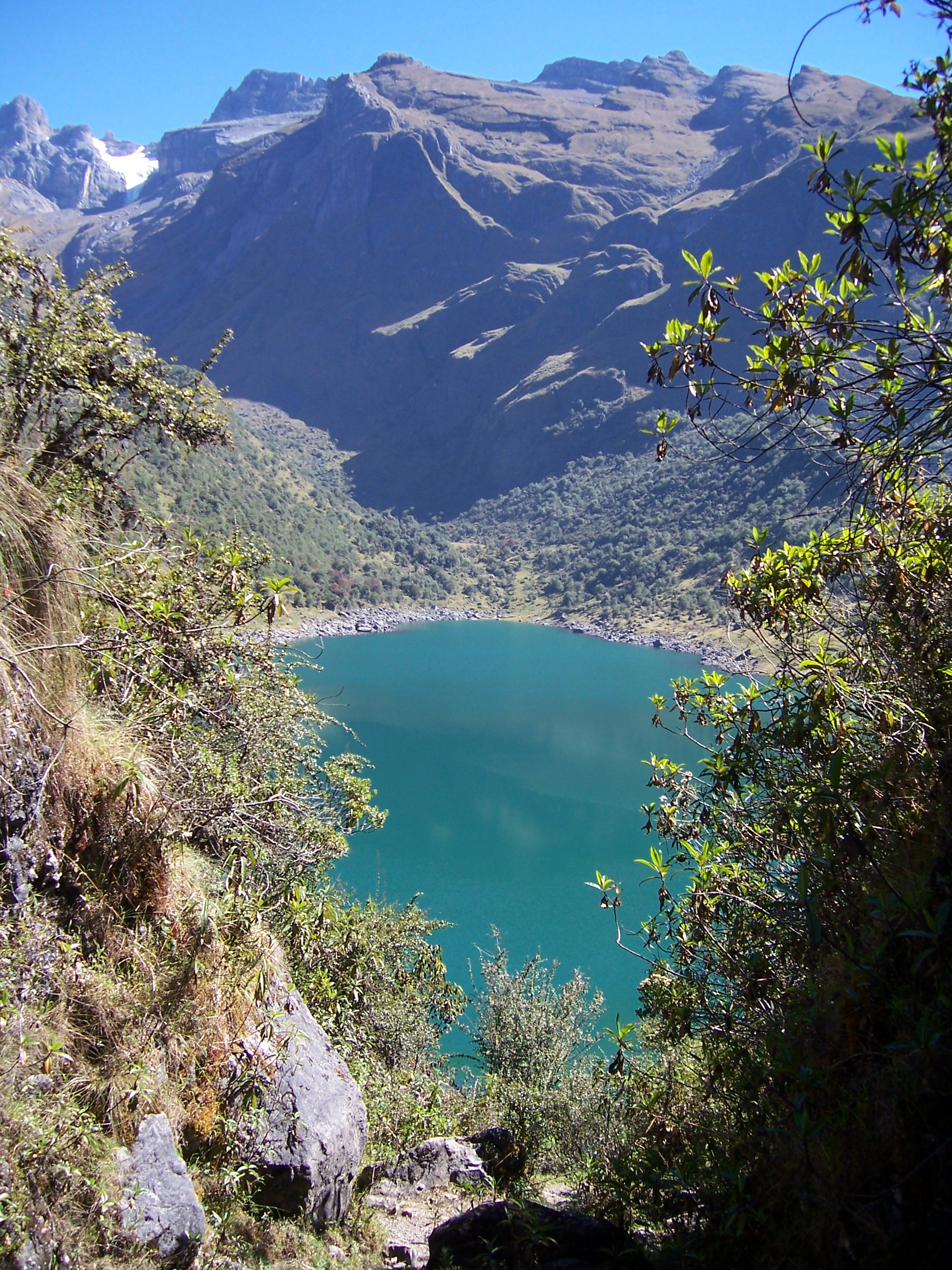

13°34′28″S 72°53′18″W / 13.57444°S 72.88833°W
烏斯帕科查湖（西班牙語：Laguna Uspaccocha），是秘魯的湖泊，位於該國南部阿普里馬克大區，由阿班凱省的阿班凱區負責管轄，長0.45公里、寬0.15公里，面積0.05平方公里，海拔高度3,750米，最大水深10米。